# 一個人的遭遇
《一個人的遭遇》（俄语：Судьба человека）是蘇聯作家肖洛霍夫的一篇短篇小說，第二次世界大戰期間，肖洛霍夫擔任記者，遠赴前線，開始構思長篇小說《他們為祖國而戰》。
1956年除夕和1957年元旦，《真理報》連載《一個人的遭遇》，講述了戰爭給個人生活帶來的悲劇故事，安德烈·索闊洛夫在戰場上被俘，在戰俘營做苦工，有一次法西斯軍官要殺害他，逼他為法西斯的胜利乾杯，遭到安德烈拒絕，最後他失去了所有親人和溫暖的家庭，但索闊洛夫並沒有失去生活的意志，有一天在火車站看到一名孤兒，於是兩人相依為命。結尾寫道：“我慌忙別過臉去。不，在戰爭幾年中白了頭髮、上了年紀的男人，不僅僅在夢中流淚。他們在清醒的時候也會流淚，這時重要的是別過臉去。這時最重要的是不要傷害孩子的心……”，轟動蘇聯文壇。
1956年，上海市作家協會專職蘇聯文學翻譯的草嬰譯有中文版，發表在《世界文學》雜誌。